# Cordilura pudica
Cordilura pudica (лат.) — вид двукрылых из семейства навозных мух.

## Описание
Длина тела имаго 7—9 мм. Щиток с четырьмя щетинкам по заднему краю. Подошва лапок одноцветно жёлтая. Вершинный членик усика на конце заострённы. Взрослые личинки кремово-белые длиной около 11 мм и шириной около 2,5 мм. Передние дыхальца в форме буквы Т. Пупарий светло-желтовато-коричневого или светло-коричневого цвета длиной около 10,5 мм, шириной 3 мм.

## Экология
Личинки развиваются ходах, которые они проделывают в основании стеблей Carex rostrata. После завершения развития личинки покидают стебель и окукливаются в почве. Лёт имаго начинается весной или в начале лета и заканчивается в августе. Вид обычен в заболоченных местообитаниях.

## Распространение
Вид встречается на севере и центральной части Западной Европы и Евросейской части России, а также в Канаде и США в штатах Аляска, Колорадо, Миннесота и Мэн.